# ساركوما الخلايا المتغصنة الجريبية

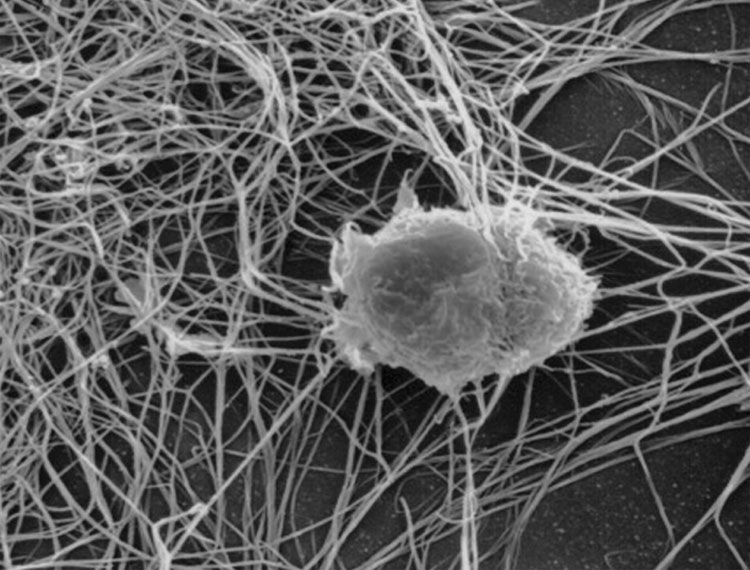
خلية متغصنة جريبية معزولة في الكولاجين. هذه الخلايا تقع في الجراب اللمفية، تمتلك العديد من الغصون والتي تتشابك مع بعضها البعض وتشكل شبكة معقدة. ترتبط بالمركبات المناعية وتقدمها لخلايا بي اللمفية في المراكز الجرثومية. هذا الارتباط يبدأ بتفاعل استجابة متخصصة من الجسم الضد لمولد الضد.

ساركوما الخلايا المتغصنة الجريبية (FDCS) (بالإنجليزية:Follicular dendritic cell sarcoma) هو عبارة عن ورم نادر جدا. توقع الورم كان من العالم لينيرت عام 1978، الورم لم يعرف ويميز كورم مستقل حتى عام 1986 بعد تمييزه من العالم موندا وآخرين.
يحدث الورم في ما نسبته 0,4% من ساركوما الأنسجة الرخوة، لكنه يتصف بقدرة الحدوث المتكرر والتنقل المكاني ويصنف ضمن الأورام الخبيثة المتوسطة. العقبة الرئيسية في علاج هذا المرض هو التشخيص الخاطئ. فهو ورم تم تمييزه حديثا وبسبب تشابهه في الوصف والعلامات مع اللمفوما بنوعيه لمفوما هودجكين و لمفوما لاهودجكينية فتشخيص ساركوما الخلايا المتغصنة الجريبية ممكن القول أنه صعب. مع التطور الأخير في علم الأورام فقد تحسنت القدرة على تشخيص المرض. العلاج الكيميائي كذلك تطوره طور في القدرات العلاجية نوعا ما.

## وصف المرض وأعراضه
الخلايا المتغصنة الجريبية تقع في المراكز الجرثومية للجريبات اللمفية ولها دور تكاملي في تنظيم تفاعلات مركز الجراثيم وتقديم مولد الضد لخلايا بي اللمفية .  أغلب حالات مرض ساركوما الخلايا المتغصنة الجريبية تتطور في العقد اللمفاوية ،ولكن حوالي 30% من حالات المرض  تتطور خارج العقد.
لا توجد علاقة واضحة تبين تفضيل المرض عرق أو عمر أو جنس بعينه دون الآخر ،مع ذلك فقد كان هناك بعض الأدلة على أن المرضى السابقين بفيروس إبشتاين-بار أو تم تشخيصهم  بداء كاسلمان من الممكن أن يزيد ذلك من خطر تطور ساركوما الخلايا المتغصنة الجريبية  لديهم.
أعراض المرض تتنوع لاعتمادها بشكل كبير على جزء الجسم الذي تطور فيه الورم .العرض الأكثر شيوعا هو تورم غير مؤلم في العقد اللمفاوية. على كل، هذا العرض وحده لا يعني الإصابة بالمرض فهو عرض لأمراض أخرى بما فيها نزلات البرد .
الأعراض الأخرى تشمل السعال، التهاب الحلق، صعوبة في البلع، فقدان الوزن والتعب. في حالة تطور المرض خارج العقد في أجزاء الجسم خارج منطقة الرأس والرقبة  لوحظ أعراض أخرى متخصصه بالأعضاء والأجهزة المصابة.

## التشخيص

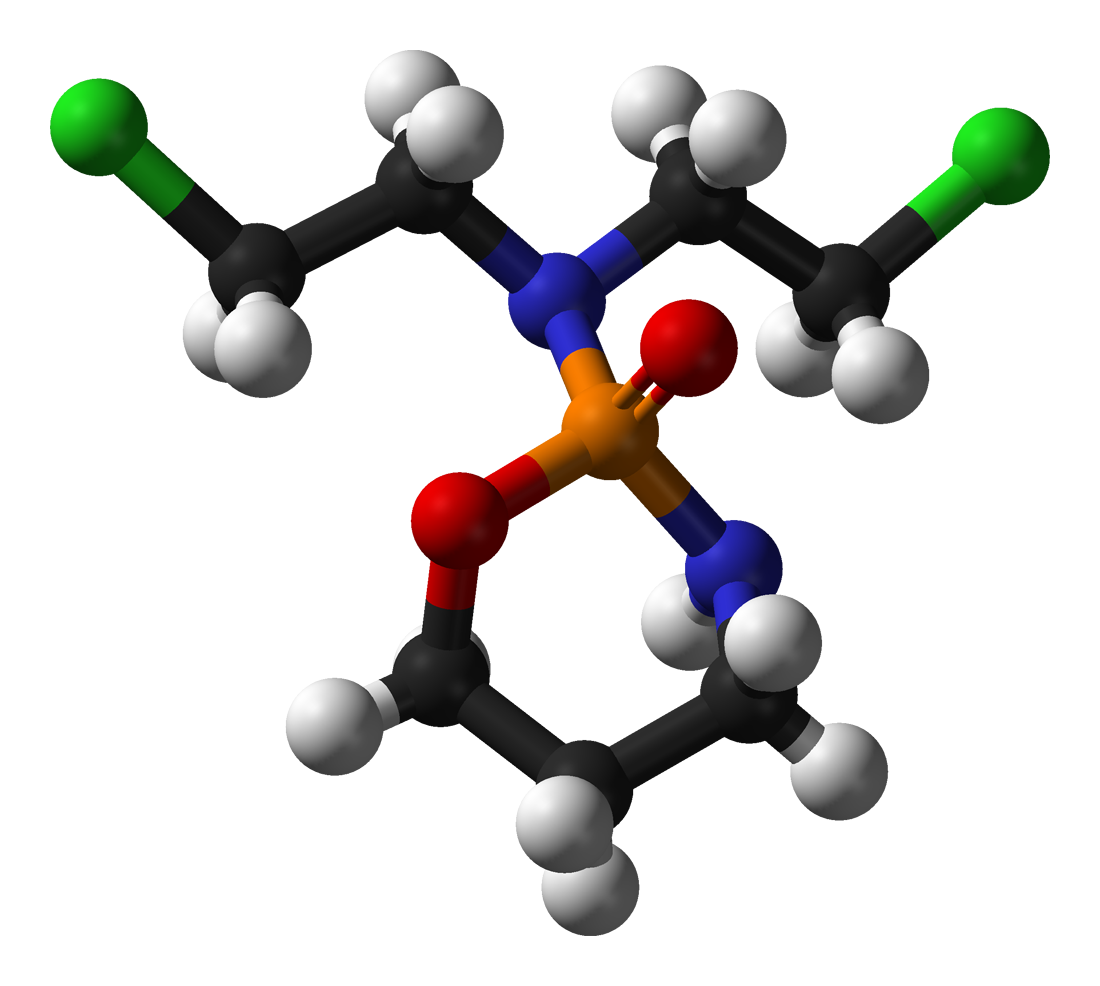
التركيب الكيميائي للسيكلوفوسفاميد

التركيب الكيميائي لجيمسيتابين

### عن طريق الصبغ
تكاثر الخلايا المتغصنة الجريبية  هو صفة من صفات العديد من أمراض الأورام بما فيها : التضخم الجريبي، اللمفوما الجريبية ، سرطان الغدد اللمفاوية التائية وغيرها .  بالرغم من أن المرض تم تمييزه  ووصفه  ورما مستقلا عام  1986 إلا أنه لا زال صعب التشخيص .
الخلايا المتغصنة الجريبية هي خلايا كبيرة تحتوي على نواتين وتكون مجموعات مع الخلايا اللمفاوية مما يجعلها صعبة التمييز في الصبغات.
نظرا لصعوبة صبغها، التشخيص المرضي عادة يطلب تحاليل مورفولوجية و كيميائية خليوية وكذا التحليل عن طريق المجهر الإلكتروني.

### الطفرات الخلوية
تم استغلال الطفرات الخلوية لغرض التشخيص لمرض ساركوما الخلايا المتغصنة الجريبية عن طريق استغلال صفات لهيكلها الخليوي الدقيق ونسبة الكلسترين داخلها .

## العلاج
- CHOP :

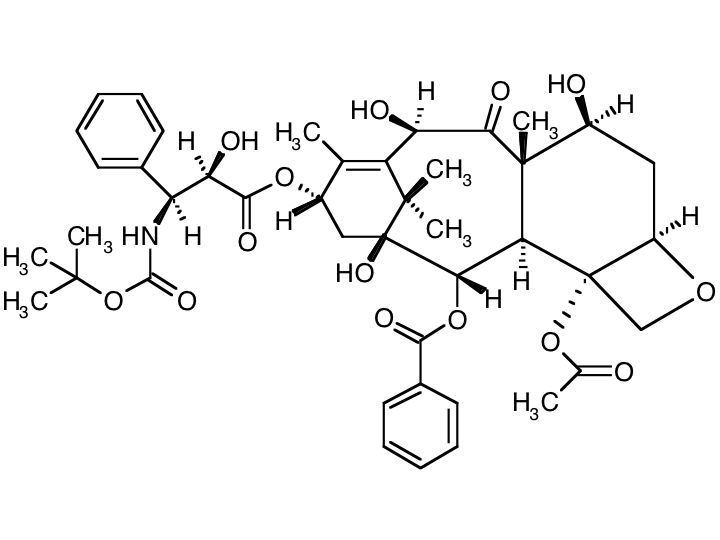
التركيب الكيميائي لتاكسوتير

وهو نوع من أنظمة العلاج الكيميائي يستعمل لعلاج أمراض اللمفوما اللاهودجكينية يحتوي على :
- - السيكلوفوسفاميد
  - دوكسوروبيسين
  - أونكوفين (فينكريستين)
  - بريدنيزون.
- (PEG) دوكسوروبيسين شحمي[15]
- تاكسوتير وجيمسيتابين[16]

## مستقبل تطور المرض
بسبب أن المرض من الأورام النادرة فلذلك لم يكن له أولوية في البحوث العلمية والعلاجية حيث يتم الاهتمام بالأورام الأكثر انتشارا، الأدوية المختلفة التي تستعمل لعلاج المرض والتي ذكرت أعلاه اخترعت أصلا كعلاج لأورام أخرى ولكنها يعد ذلك استعملت لعلاج أنواع مختلفة من الأورام مما جعل العلماء يلتفتون إلى حقيقة علمية مفادها أن هناك  قواسم مشتركة في البيولوجيا بين أنواع السرطان التي تبدو مختلفة جدا  وبالتالي فيمكن استغلاله  لوضع خطط علاجية جديدة وأفضل مستقبلا. 
تقدمت مسارات التشخيص والعلاج لهذا المرض نوعا ما وبشكل ملحوظ خلال العشرين السنة الماضية بسبب التطور التكنولوجي والعلمي.